# Cassandra-Nunatak
Der Cassandra-Nunatak ist ein 425 m hoher Nunatak im Norden der Anvers-Insel im westantarktischen Palmer-Archipel. Er markiert die Ostseite der Mündung des Iliad-Gletschers in die Lapeyrère-Bucht.
Der Falkland Islands Dependencies Survey nahm zwischen 1955 und 1957 Vermessungen vor. Kartiert wurde der Nunatak anhand von Luftaufnahmen der Hunting Aerosurveys Ltd. aus den Jahren von 1956 bis 1957. Das UK Antarctic Place-Names Committee benannte ihn am 7. Juli 1959 nach Cassandra, Tochter des trojanischen Königs Priamos aus der griechischen Mythologie.